# Stephan Loboué
Stephan Loboué (Pforzheim, 1981. augusztus 23. –) német-elefántcsontparti labdarúgókapus.